# Bridge of Spies – Der Unterhändler
Bridge of Spies – Der Unterhändler (Originaltitel: Bridge of Spies) ist ein US-amerikanisch-deutscher Historienfilm von Steven Spielberg aus dem Jahr 2015, der am 4. Oktober 2015 auf dem 53. New York Film Festival uraufgeführt wurde und am 16. Oktober 2015 in die amerikanischen Kinos kam. Der Kinostart in Deutschland war am 26. November 2015.
Der Name des Films wurde in Anlehnung an die „Agentenbrücke“ gewählt, die Glienicker Brücke. Sie liegt zwischen dem einstigen West-Berlin und der heutigen brandenburgischen Landeshauptstadt Potsdam, damals DDR-Bezirkshauptstadt, und diente während des Kalten Kriegs mehrere Male dem Austausch von gefangenen Spionen sowie politischen Gefangenen zwischen westlichen Staaten und dem Ostblock. Die erste dieser Austauschaktionen bildet die reale Grundlage für die Filmhandlung.

## Handlung
Brooklyn, 1957: Der unscheinbare Rudolf Abel lebt als Kunstmaler in den Vereinigten Staaten, arbeitet jedoch im Geheimen als Spion für die Sowjetunion. Seine Tätigkeit ist den Behörden allerdings bekannt. So wird Abel beschattet, verhaftet und angeklagt. Die Beweislast ist erdrückend. Spionage ist ein Kapitalverbrechen. Als Pflichtverteidiger wird ihm James Donovan, ein erfahrener Versicherungsanwalt, gestellt, der sich in seinem ersten Spionagefall jedoch sehr unwohl fühlt.
Donovan nimmt sich des Falls Abels eher widerwillig, aber pflichtbewusst und verantwortungsvoll an. Nach mehreren Gesprächen mit Abel fallen Donovan Rechtsbrüche bei der Verhaftung auf. So hat es nie einen Durchsuchungsbefehl gegeben, sämtliche sichergestellte Beweismittel aus Abels Wohnung dürften somit nicht vor Gericht gelten. Auch argumentiert er gegenüber dem Richter Mortimer Byers, dass Abel ein Ausländer sei (offiziell ist er als britischer Staatsbürger registriert), somit also nicht wegen Landesverrats angeklagt werden könne. Byers entgegnet, dass die Interessen der USA Vorrang gegenüber derartigen Überlegungen haben müssten. Abel wird von der Jury und Richter Byers schuldig gesprochen. Vor der Verkündung des Strafmaßes kann Donovan den Richter allerdings in einer privaten Unterredung davon überzeugen, statt der Todesstrafe eine lange Gefängnisstrafe zu verhängen, um Abel für einen Austausch in Reserve zu halten, falls einmal ein US-Bürger in der UdSSR der Spionage beschuldigt werden sollte. Abel wird zu 30 Jahren Haft verurteilt. Nach der Urteilsverkündung brechen Tumulte unter den Zuschauern aus, die ein Todesurteil fordern. Donovan legt wegen der unrechtmäßig erlangten Beweise Revision vor dem obersten Bundesgericht ein. Er verliert zwar knapp (4:5 Richterstimmen), doch sieht er sich Anfeindungen aus der Bevölkerung und in der Presse ausgesetzt, da er sich über seine Aufgabe als Pflichtverteidiger hinaus für den Spion Abel einsetzt. Unbekannte Täter beschießen sogar sein Haus und ein Polizist droht ihm Prügel an.
Zur gleichen Zeit lässt die U.S. Air Force in enger Kooperation mit der CIA Spionageflüge in sehr großer Höhe über der Sowjetunion durchführen; die Flugzeuge starten auf einer US-Basis bei Peschawar in Pakistan. Am 1. Mai 1960 wird dabei der Pilot Francis Gary Powers abgeschossen. Er schafft es nicht mehr, den Selbstzerstörungsmechanismus seiner Lockheed U-2 zu aktivieren, und nutzt auch nicht die tödliche Giftnadel, obwohl ihm dies im Vorbereitungskurs für den Einsatz aufgetragen worden war. So wird Powers von einem sowjetischen Militärgericht als Spion verurteilt: zehn Jahre Haft, die ersten drei davon in einem Gefängnis, dann in einem Arbeitslager. Im Gefängnis wird er Opfer von Folter durch Schlafentzug, damit er den sowjetischen Geheimdiensten technische Informationen über sein Flugzeug verrät.
Donovan nimmt von der CIA den Auftrag an, als Unterhändler nach Ost-Berlin zu reisen und in der sowjetischen Botschaft einen Austausch von Abel gegen Powers auszuhandeln. Unmittelbar vor Donovans Ankunft wird jedoch mit dem Bau der Berliner Mauer begonnen. Zeuge davon wird der amerikanische Student Frederic Pryor, welcher gerade in West-Berlin seine Dissertation im Fach Wirtschaftswissenschaften über die kommunistische Wirtschaftspolitik vollendet hat. Pryor, der sich im Moment der Abriegelung der Grenze im Ost-Sektor befindet, zudem einen Fotoapparat und seine Doktorarbeit bei sich trägt, wird ebenfalls als Spion bezeichnet und inhaftiert.
Donovan und der mitgereiste CIA-Agent Hoffman erfahren dies erst in Berlin. Hoffman fordert von Donovan, sich lediglich für Powers einzusetzen, da dessen Freilassung von wesentlich größerem Interesse für die CIA sei. Donovan fährt mit der S-Bahn nach Ostberlin, wird in der sowjetischen Botschaft Unter den Linden von dem stellvertretenden Gesandten empfangen (welcher von Hoffman später als Chef der Osteuropa-Abteilung des KGB identifiziert wird) und fordert die Freilassung beider Amerikaner. Da sich Pryor jedoch im Gewahrsam der DDR und nicht der sowjetischen Behörden befindet, erklärt sich der Sowjetdiplomat für nicht zuständig. Doch nennt er Donovan als Ansprechpartner Wolfgang Vogel, einen von der DDR-Führung zu Verhandlungen legitimierten Anwalt, der sich besonderer Privilegien erfreut. So fährt er einen neuen Sportwagen aus dem neutralen Westen, einen schwedischen Volvo P1800, er wird für Geschwindigkeitsüberschreitungen in Ost-Berlin nicht bestraft und darf ohne Beschränkungen in den Westteil der Stadt fahren. Durch viel Überredungsarbeit gelingt es Donovan, die Freilassung beider Amerikaner zu erwirken. Er ignoriert dabei die Forderung Vogels, dass die US-Regierung die DDR als souveränen Staat anerkennen möge; in der sowjetischen Botschaft verweist er darauf, dass ein Scheitern der Verhandlungen auch künftige Austauschaktionen unmöglich machen würde. Doch beharrt die DDR-Führung darauf, als vorgeblich souveräner Staat Pryor direkt den Amerikanern zu übergeben. Die drei Seiten einigen sich schließlich darauf, dass Pryor am Checkpoint Charlie die Demarkationslinie überqueren soll, während Abel und Powers gleichzeitig über die Glienicker Brücke ausgetauscht werden sollen.
Am 10. Februar 1962 wird am frühen Morgen 5.30 Uhr der Austausch abgewickelt; es kommt dabei zu einer Verzögerung, weil Vogel mit Pryor verspätet am Checkpoint Charlie eintrifft. Abel und Donovan treffen an der Brücke ein letztes Mal aufeinander; Abel dankt seinem Anwalt für alle seine Mühen und teilt ihm mit, dass er ihm ein Bild überlassen wolle, das er in der Haft gemalt habe. Es handelt sich um ein Porträt Donovans. Dieser kehrt mit Powers in die USA zurück. Dort wird er in den Medien als Held dargestellt.
Der Film endet mit einer Szene, in der Donovan Jugendliche beim Überklettern eines Zaunes beobachtet und sich dadurch an Todesschüsse an der Berliner Mauer erinnert fühlt, deren Zeuge er wurde.
Die Einblendung im Abspann informiert, dass Donovan auch nach der Invasion der Schweinebucht, von Präsident Kennedy beauftragt, als Unterhändler fungierte und dabei bei der neuen kubanischen Führung unter Fidel Castro anstatt der ursprünglich avisierten rund 1100 mehr als 9000 Freilassungen erreichte.

## Produktion
Bridge of Spies ist eine amerikanisch-deutsche Koproduktion. Das in Potsdam ansässige Studio Babelsberg fungierte als Koproduzent und ausführender Produzent.

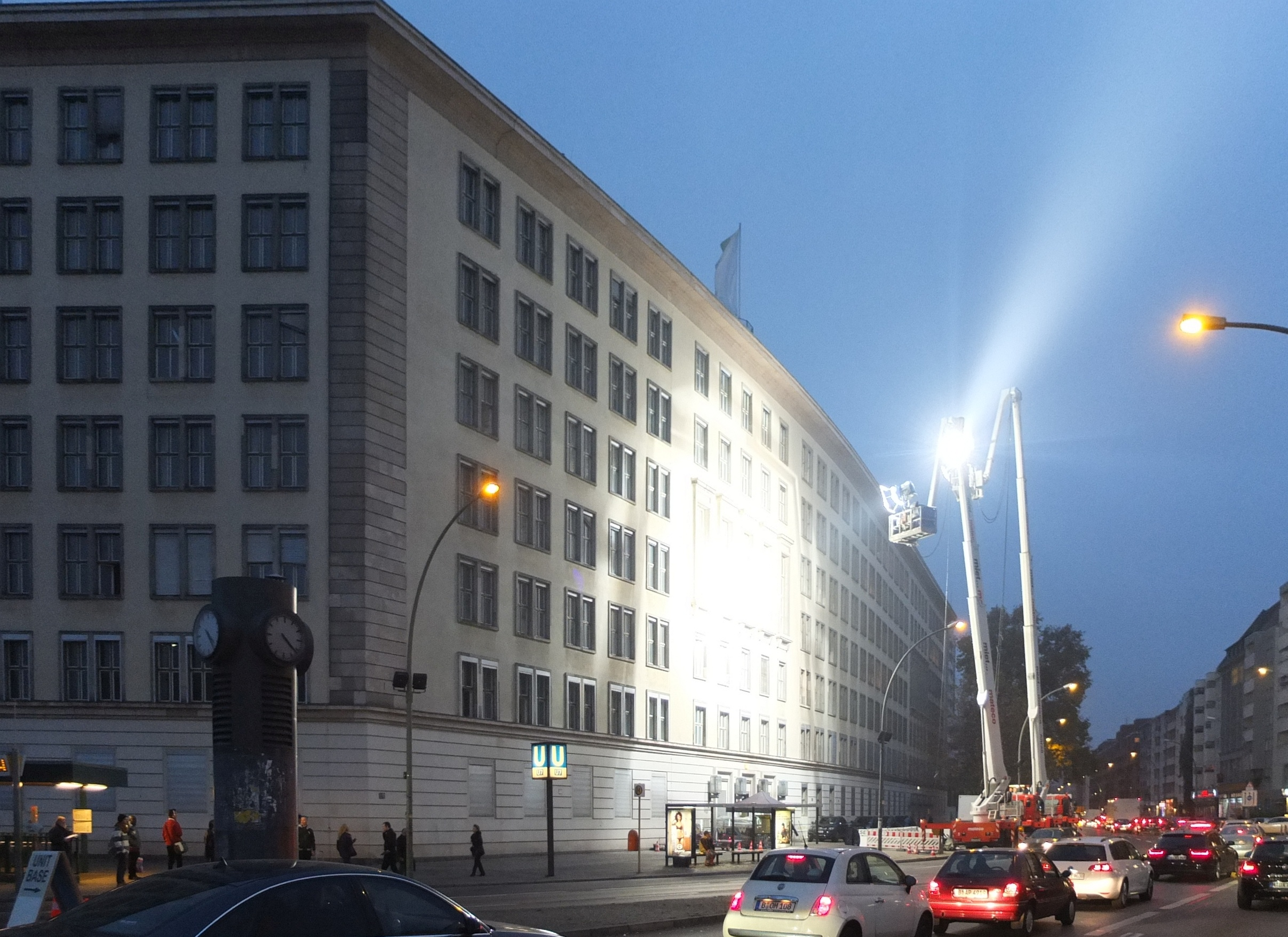
Dreharbeiten im Verwaltungsgebäude Potsdamer Straße 192 am 14. November 2014

400 Mitarbeiter der Babelsberger Filmcrew arbeiteten monatelang, um von Oktober bis Dezember 2014 die 1960er Jahre wieder aufleben zu lassen. 150 Kulissenbauer erstellten Dekorationen in den Ateliers des Filmstudios in Babelsberg und ergänzten Motive im Freien. So wurde neben Straßenzügen in Breslau und New York der namensgebende Originalschauplatz, die Glienicker Brücke an der Havel, durch das Studio Babelsberg präpariert und fünf Tage lang für den Auto-, Fußgänger- und Fahrradverkehr komplett gesperrt. Weitere Drehorte waren Schloss Marquardt in Potsdam, die Gedenkstätte Berlin-Hohenschönhausen und der ehemalige Flughafen Berlin-Tempelhof. Die S-Bahn-Szenen entstanden im S-Bahn-Werk am Bahnhof Erkner mit Unterstützung des Vereins Historische S-Bahn.
800 im Raum Berlin-Brandenburg gesuchte Komparsen komplettierten die Bilder.
Am 28. November 2014 besuchte Bundeskanzlerin Angela Merkel auf Einladung der Studio Babelsberg AG das Filmset vor Ort an der Glienicker Brücke. Zahlreiche Medien berichteten öffentlichkeitswirksam vom dortigen Zusammentreffen der deutschen Regierungschefin mit Studio-Chef Carl Woebcken, Produzent Henning Molfenter, Regisseur Steven Spielberg und Hauptdarsteller Tom Hanks.
Auch deutsche Schauspieler wie Sebastian Koch, Michael Schenk, Burghart Klaußner, Maximilian Mauff und weitere sind beteiligt.
Neben dem Deutschen Filmförderfonds (DFFF) förderten auch die MFG Filmförderung und das Medienboard Berlin-Brandenburg das Projekt.
Der Film ist der erste seit Jahrzehnten von Spielberg, bei dem nicht John Williams für die Filmmusik verantwortlich ist. Aus gesundheitlichen Gründen stand er nicht zur Verfügung.
Das Studio Babelsberg bedankte sich nach den Dreharbeiten bei den Potsdamer und Berliner Bürgern für das Verständnis um die Sperrung der Havelüberquerung mit einem großen Plakat an der Brückenkonstruktion.

## Synchronisation
Die deutsche Synchronfassung wurde von der FFS Film- & Fernseh-Synchron GmbH aus Berlin erstellt; das Buch stammt von Alexander Löwe, Dialogregie führte Dietmar Wunder.
| Schauspieler      | Rolle                  | Synchronsprecher  |
| ----------------- | ---------------------- | ----------------- |
| Tom Hanks         | James B. Donovan       | Joachim Tennstedt |
| Mark Rylance      | Rudolf Abel            | Frank Röth        |
| Amy Ryan          | Mary Donovan           | Sabine Arnhold    |
| Peter McRobbie    | Allen Dulles           | Kaspar Eichel     |
| Burghart Klaußner | Harald Ott             | Burghart Klaußner |
| Sebastian Koch    | Wolfgang Vogel         | Sebastian Koch    |
| Dakin Matthews    | Richter Mortimer Byers | Frank-Otto Schenk |
| Billy Magnussen   | Doug Forrester         | Nico Sablik       |
| Alan Alda         | Thomas Watters Jr.     | Bodo Wolf         |
| Stephen Kunken    | William Tompkins       | Peter Flechtner   |

## Rezeption

### Kritiken
Von der Deutschen Film- und Medienbewertung wurde der Film mit dem Prädikat besonders wertvoll versehen. In der Begründung heißt es: „Spielberg gelingt es in seinem Film auf überzeugende Weise, sowohl den Zeitgeist des Kalten Krieges wie auch den Look jener Zeit spürbar zu machen. Auf diese Weise entsteht das detailgetreue und liebevolle Bild einer Zeit, deren politische Grabenkämpfe bei genauerer Betrachtung gar nicht so weit von den Konflikten unserer Tage entfernt sind.“ Laut dem Branchenmagazin „Variety“ könnten einige Aufnahmen „Ikonen der Filmgeschichte“ werden. Die Zeitschrift verweist auch auf die Schlussszene auf der Glienicker Brücke: Sie könne auch aus einem modernen Western-Film stammen.

„Hanks verwandelt dieses Himmelfahrtskommando in ein Erbauungsbeispiel für Vernunft und Menschlichkeit. Der Film könnte schwer daran tragen, wenn es nicht ein paar rettende Faktoren gäbe, die ‚Bridge of Spies‘ zu grandiosem Kino machen.“

„Spielberg hat also einen weiteren geschichts- und sozialkundlichen Film gedreht, aus dem man sehr viel über Mittel und Zwecke moralischen Erzählens lernen kann. Das ist wohl weniger, als er im Hinblick auf die Frage, wie sein Land in den ganz anders gearteten Konflikten der Gegenwart bestehen kann, mit diesem Film erreichen wollte – aber immer noch sehr viel mehr, als die meisten in seinem Fach je können werden.“

### Auszeichnungen
Oscarverleihung 2016
- Auszeichnung in der Kategorie Bester Nebendarsteller für Mark Rylance
- Nominierung in der Kategorie Bester Film für Steven Spielberg, Marc Platt und Kristie Macosko Krieger
- Nominierung in der Kategorie Bestes Originaldrehbuch für Matt Charman und Ethan und Joel Coen
- Nominierung in der Kategorie Bestes Szenenbild für Adam Stockhausen, Rena DeAngelo und Bernhard Henrich
- Nominierung in der Kategorie Beste Filmmusik für Thomas Newman
- Nominierung in der Kategorie Bester Ton für Andy Nelson, Gary Rydstrom und Drew Kunin

Golden Globe Awards 2016
- Nominierung in der Kategorie Bester Nebendarsteller für Mark Rylance

British Academy Film Awards 2016
- Auszeichnung in der Kategorie Bester Nebendarsteller für Mark Rylance
- Nominierung in der Kategorie Bester Film für Kristie Macosko Krieger, Marc Platt und Steven Spielberg
- Nominierung in der Kategorie Beste Regie für Steven Spielberg
- Nominierung in der Kategorie Bestes Originaldrehbuch für Matt Charman und Ethan und Joel Coen
- Nominierung in der Kategorie Beste Kamera für Janusz Kamiński
- Nominierung in der Kategorie Bestes Szenenbild für Rena DeAngelo, Bernhard Henrich und Adam Stockhausen
- Nominierung in der Kategorie Beste Filmmusik für Thomas Newman
- Nominierung in der Kategorie Bester Schnitt für Michael Kahn
- Nominierung in der Kategorie Bester Ton für Richard Hymns, Drew Kunin, Andy Nelson und Gary Rydstrom

Screen Actors Guild Awards 2016
- Nominierung in der Kategorie Bester Nebendarsteller für Mark Rylance

Saturn Awards 2016
- Auszeichnung in der Kategorie Bester Thriller

Hollywood Film Awards 2015
- Auszeichnung in der Kategorie Beste Kamera für Janusz Kamiński[15]
- Auszeichnung in der Kategorie Bester Ton für Gary Rydstrom[15]

New York Film Critics Circle Awards 2015
- Auszeichnung in der Kategorie Bester Nebendarsteller für Mark Rylance